# 光明星3号 (2期)
光明星3号2期卫星（：／）于2012年12月12日早上0点49分（UTC）由朝鲜民主主义人民共和国通过银河3号运载火箭发射 ，成為朝鮮半島自力發射取得成功的第一枚衛星。
根据朝中社於2012年12月12日报道，朝鲜的第二颗光明星3号卫星发射成功並进入预定轨道。同时，北美空防司令部也证实朝鲜卫星进入预定轨道。

## 过程
2012年12月1日，朝鲜民主主义人民共和国宣布将于2012年12月10日至12月22日之间发射使用自己力量和技术制造的“光明星3号”2期实用卫星。
12月12日早上0点49分（UTC）发射了一枚火箭。一级火箭残骸坠落在全罗北道边山半岛西侧。二级火箭推进器于2012年12月12日早上1点05分（UTC）左右坠入了菲律宾以东约300公里的太平洋海域。整流罩坠落于济州岛以西约88公里处。
美国、英國和南非的观测指出該卫星似乎在轨道上失去控制，可能会与其它卫星相撞而造成大量太空垃圾。

## 国际反应

### 有關国家或地区

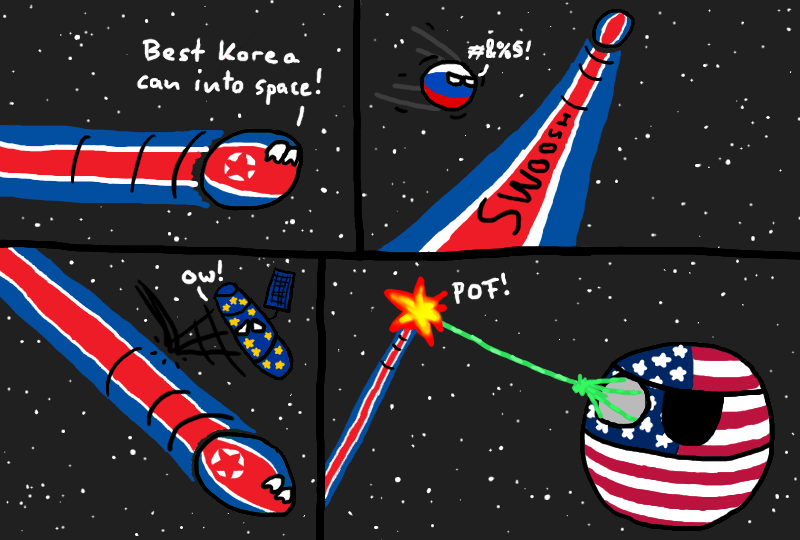
諷刺朝鲜太空計畫的波兰球漫畫

- 中华人民共和国：外交部发言人洪磊对朝鲜在国际社会普遍表明关切的情况下实施发射表示遗憾。[11]
- 美国：白宮發言人維托譴責朝鮮「高度挑釁」。[12]
- ：外交通商部长官金星焕表示朝鲜发射活动明显违反了联合国1874号和1718号决议，是对朝鲜半岛和世界和平的挑战和威胁。[13]总统李明博召开紧急安全会议。[14]
- 日本：内阁官房长官藤村修对朝鲜发射“导弹”表示遗憾，并严重抗议。[15]
- 俄羅斯：外交部网站发表声明，对朝鲜发射火箭“深表遗憾”。[16]
- ：總理茱莉雅·吉拉德以及外長鮑勃·卡爾譴責朝鮮發射火箭的行為無視聯合國安理會決議，并威脅地區安全。卡爾呼籲朝鮮立即停止挑釁行為，提高人民福祉，並與國際社會進行正常性的交往；澳洲政府將督促安理會為此事召開緊急會議，并加大對朝鮮的制裁。[17]
- 英国：外務大臣夏偉林表示英國強烈譴責朝鮮發射火箭的行為。他認為缺乏糧食的朝鮮民眾在飢餓中，而平壤當局卻熟視無睹的發射火箭製造東亞地區的混亂。[18]
- 伊朗：伊朗卫队空军副司令贾扎耶里(Massoud Jazayeri)表示：德黑兰向朝鲜人民和政府就成功地发射载有卫星的火箭表示祝贺。[19]
- 中華民國：總統馬英九透過總統府發言人范姜泰基表示「北韓今年兩次發射火箭的行為，已經造成東亞區域的緊張情勢，總統認為這是非常不智的行為，也對此表示不滿。」並表示台灣將支持國際針對北韓發射衛星行為所產生的制裁措施。[20]

### 国际组织
- 联合国：安理会12日举行紧急闭门磋商，谴责朝鲜发射火箭，称此举违反了安理会此前要求朝鲜不得再“进行任何核试验或使用弹道导弹技术进行发射”的决议。[21] 秘书长潘基文第一时间通过其发言人发表声明，对朝鲜发射火箭之举表示遗憾和谴责。[22]
- 北大西洋公约组织：秘书长拉斯穆森坚决谴责朝鲜发射火箭，并呼吁朝鲜当局停止火箭发射。[23]

## 实时位置
- （页面存档备份，存于）
- （页面存档备份，存于）